# Thélis-la-Combe
Thélis-la-Combe is een gemeente in het Franse departement Loire (regio Auvergne-Rhône-Alpes) en telt 168 inwoners (2005). De plaats maakt deel uit van het arrondissement Saint-Étienne.

## Geografie
De oppervlakte van Thélis-la-Combe bedraagt 15,1 km², de bevolkingsdichtheid is 11,1 inwoners per km².
De onderstaande kaart toont de ligging van Thélis-la-Combe met de belangrijkste infrastructuur en aangrenzende gemeenten.

## Demografie
Onderstaande figuur toont het verloop van het inwonertal (bron: INSEE-tellingen).